# 安井清子
安井 清子（やすい きよこ、1962年 - ）は、日本のラオス文学者、図書館活動家。ラオス山の子ども文庫基金代表。
東京都生まれ。東京都立富士高等学校、国際基督教大学を卒業後、財団法人おはなしきゃらばんセンターに採用・入職。シャンティ国際ボランティア会 (SVA) の前身団体である曹洞宗国際ボランティア会 (SVC) に派遣の後、タイのラオス難民キャンプやラオス本国での児童図書館活動に携わる。以来、山の村の図書館活動を支援しながら、モン族の民話・口頭伝承・生活文化を記録し続けている。
ラオスのビエンチャン在住。

## 著書
- ちいさなところから世界をみつめる本『空の民（チャオファー）の子どもたち[注釈 1]』発行：社会評論社（1993年）
- 月刊たくさんのふしぎ『チューの夢トゥーの夢』文・写真、絵：降矢奈々、発行：福音館書店（1997年）
- アジアの子どもたち ラオス『森と友だち 川と友だち』写真・文、発行：草土文化（1998年）
- 『ラオス すてきな笑顔』文・写真、発行：NTT出版（1998年）
- 月刊たくさんのふしぎ『わたしのスカート』文・写真、絵：西山晶、発行：福音館書店（2004年）
- 『ラオス 山の村に図書館ができた』発行：福音館書店（2015年）

## 訳書
- 『とらときつねとおおうし』作：イエン・トゥ、発行：モンの絵本の会（1994年）
- こどものとも年中向き『かたつむりとさる ラオス・モン族の民話』再話：ヤン・サン、下絵：ハー・ダン、発行：福音館書店（1994年）
- 『しーっ！ぼうやがおひるねしているの』作：ミンフォン・ホ、絵：ホリー・ミード、発行：偕成社（1998年）
- こどものとも『サルとトラ ラオス・モン族の民話』再話：ヤン・サン、下絵：ドゥア・リー、刺繍：ヤン・ロン/ヤン・イエン、発行：福音館書店（2001年）
- 『ラーシアのみずくみ』絵：砂山恵美子、発行：こぐま社（2009年）
- 『モンの民話 ラオスの山からやってきた』新改訂版、監修：ソムトン・ローブリアヤオ、発行：ディンディガル・ベル（2012年）